# Wittenheim
Wittenheim (Wìttana in alsaziano ,pronuncia /ˈvɪd̥ana/) è un comune francese di 15 065 abitanti situato nel dipartimento dell'Alto Reno nella regione del Grand Est.

## Società

### Evoluzione demografica
Abitanti censiti